# Браск, Беа
Беатрис Браск (Бруске, англ. Beatrice Bruske; родилась 22 января 1969 года) — канадская деятельница профсоюзного движения и нынешний президент Канадского рабочего конгресса, защищающего интересы трёх миллионов трудящихся по всей Канаде.
Браск была избрана президентом профобъединения 18 июня 2021 года на первом виртуальном съезде Канадского трудового конгресса. Первоначально съезд планировалось провести в Ванкувере в мае 2020 года, но он был отложен из-за COVID-19.
Браск — вторая женщина, занявшая эту должность; первой была Ширли Карр (1986—1992).
В 2022 году Браск была включена в «Список власти», рейтинг 50 самых влиятельных людей Канады по версии журнала Maclean’s. Браск активно участвует в национальном и международном рабочем движении и участвует в G7’s Labour7, отстаивающей права и интересы трудящихся стран «Большой семерки».

## Биография
В детстве Браск (Бруске) эмигрировала в Виннипег, Манитоба. Её семья покинула Западный Берлин в 1981 году, поскольку отцу предложили работу инженера в компании Teshmont Consultants в Манитобе.
Браск является выпускником программы трудового обучения Университета Манитобы. У неё двое взрослых детей.

### Профсоюзная деятельность
В 16 лет она была нанята продавцом на неполный рабочий день в продуктовый магазин Westfair в Виннипеге и стала членом Объединенного профсоюза работников пищевой и коммерческой промышленности (UFCW) Local 832. В 1987 году сотрудники Westfair по всей Манитобе объявили забастовку, продолжавшуюся 125 дней, что дало Браск первый опыт участия в рабочем движении Канады. После забастовки Браск стала цеховой старостой в местном отделении 832 UFCW.
Браск впоследствии стала членом комитета по охране труда и технике безопасности местного профсоюза, а затем была избрана вице-президентом его исполнительного совета. Она занимала должность местного секретаря-казначея и отвечала за управление крупнейшим местным профсоюзом частного сектора в Манитобе. Браск была избрана вице-президентом Национального совета UFCW Канады, где она помогла определить стратегическое направление общеканадского профсоюза.

### Участие в выборах
Браск баллотировалась в Форт-Уайте от Новой демократической партии Манитобы на провинциальных выборах 2019 года. Она набрала 17,9 процента голосов, заняв второе место после действующего премьер-министра Брайана Паллистера. Она также была членом исполнительного комитета НДП Манитобы.
Во время федеральных выборов в Канаде в 2021 году Канадский рабочий конгресс под началом Браск запустила мобилизационную кампанию, в которой выступала за план восстановления экономики после Covid-19, ориентированный на трудящихся. При новой руководительнице профцентр предпочёл не поддерживать конкретную партию, а вместо этого проводила кампании за отдельных кандидатов.
Во время предвыборной кампании Браск активно выступала в средствах массовой информации, отстаивая ключевые для труда вопросы и призывая партии к ответственности за свои предложения. Так, заметной проблемой стала прекарная занятность, предлагаемая компаниями наподобие Uber, и Канадский рабочий конгресс настаивал на усилении защиты этих работников.